# Palazzo Carpegna

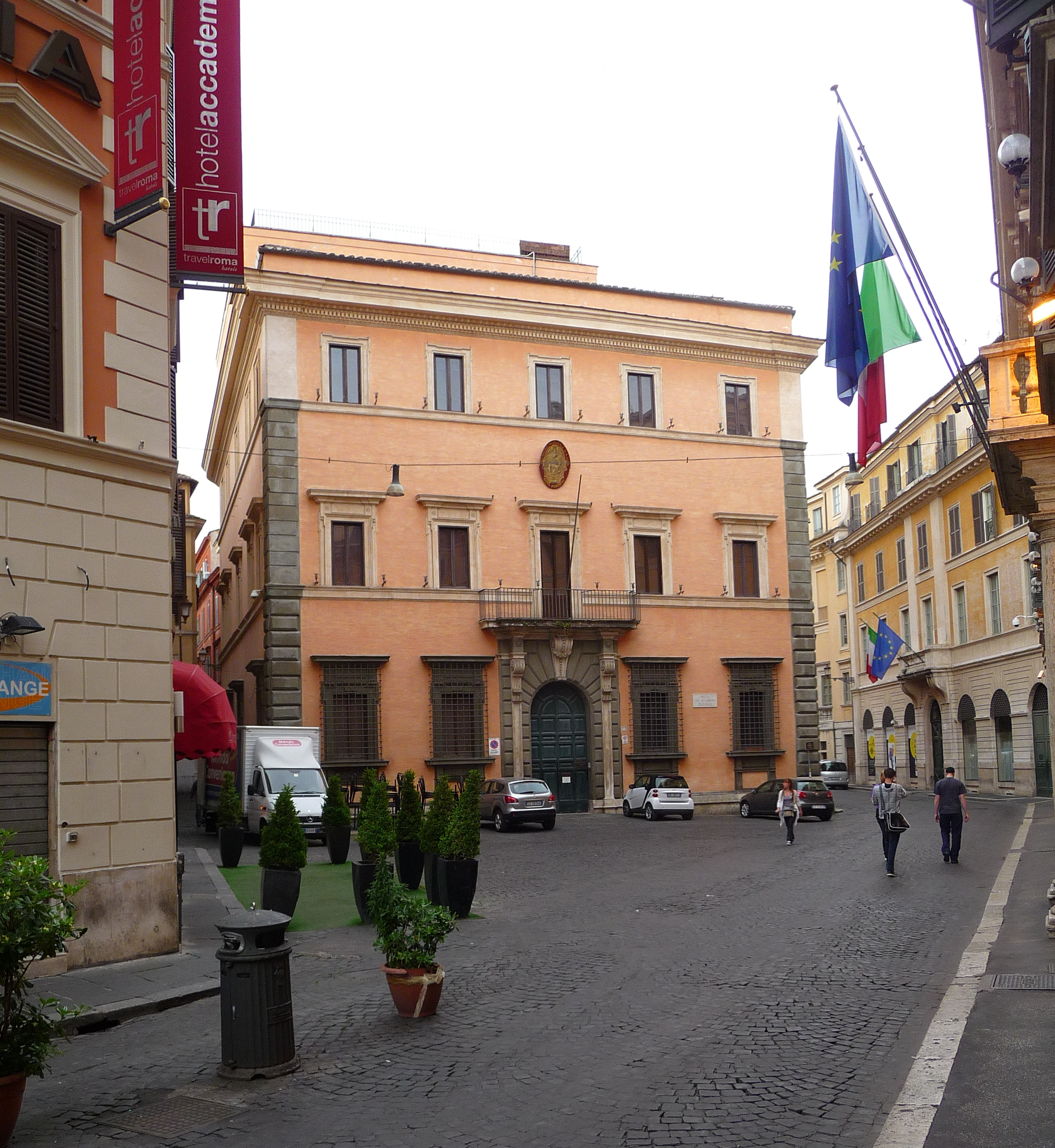
Vista do palácio na Piazza dell'Accademia di San Luca.

Palazzo Carpegna, também conhecido como Palazzo Vaini Carpegna, é um palácio maneirista localizado na Piazza dell'Accademia di San Luca (nº 77), no rione Trevi de Roma, delimitado ainda pela Via della Stamperia e o Vicolo Scavolino, bem perto da Fontana di Trevi. Desde 1934 abriga a sede da Academia de São Lucas (em italiano:  Accademia Nazionale di San Luca), a principal academia de artes da Itália.

## História

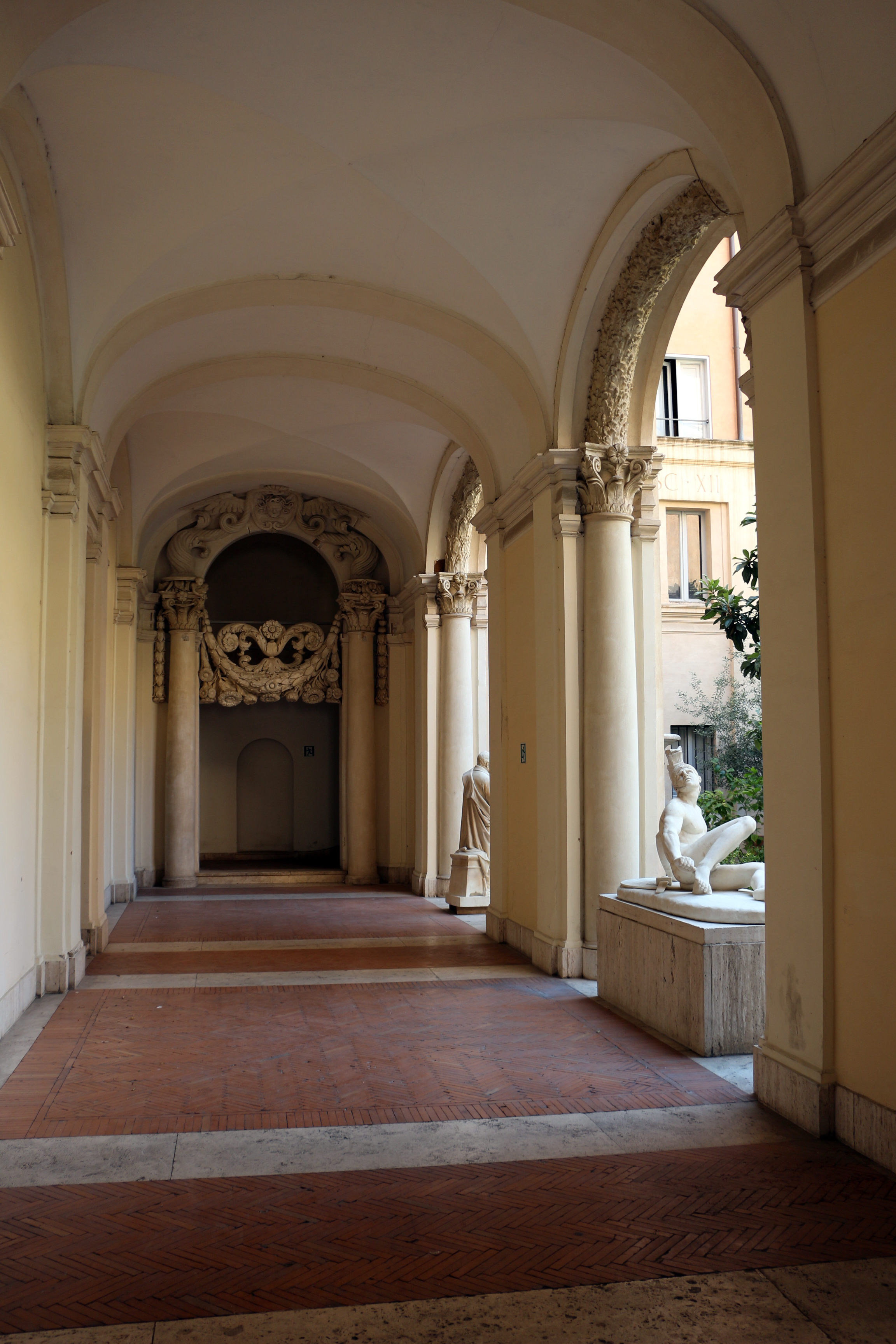
O portal interno de Borromini no final do corredor de acesso.

O Palazzo Carpegna foi construído entre o final do século XVI e a primeira metade do século seguinte por um aluno de Giacomo Della Porta para a família Vaini, de Imola, mas logo em seguida ele foi adquirido por Ambrogio Carpegna, o senhor de um pequeno feudo perto do monte Carpegna e parente de dois cardeais, que queria transformar o edifício num dos mais ricos e luxuosos palácios de Roma. Para isto, ele contratou Francesco Borromini, que planejou e aprovou a construção de vários projetos inovadores, mas que, no final, acabaram sendo apenas parcialmente realizados. O edifício permaneceu com a família Carpegna até a morte de Ulderico, príncipe de Scavolino, em 1731, ano no qual a linhagem principal da família se extinguiu. O marquês Emilio Orsini de' Cavalieri Sannesi, reconhecido como herdeiro direto, foi o proprietário seguinte e, entre 1732 e 1736, encomendou ao arquiteto Francesco Ferrari o término das obras e uma reforma da estrutura. Nos séculos seguintes, o palácio foi dividido em apartamentos de aluguel. Nesta época, foram dezenas de alterações no controle do edifício, que passou pelas mãos de famílias importantes como os Patrizi Naro e os Colligola Monthioni. A última família a viver no palácio foi a de Luigi Pianciani; logo depois, o edifício abrigou uma instituição religiosa e acabou transformado em prédio de escritórios. 
Durante as obras de abertura da nova Via dei Fori Imperiali, na década de 1930, a antiga sede da Accademia Nazionale di San Luca, perto da igreja de Santi Luca e Martina, na Via Bonella, foi demolida. Por conta disto, em 1933, uma nova reforma foi conduzida pelos arquitetos Gustavo Giovannoni e Arnaldo Foschini com o objetivo de preparar o edifício para recebe-la, incluindo a criação de uma galeria de arte para expor a sua coleção, inaugurada no ano seguinte. A mudança de fato ocorreu em 24 de abril de 1934.

### Intervenções de Borromini

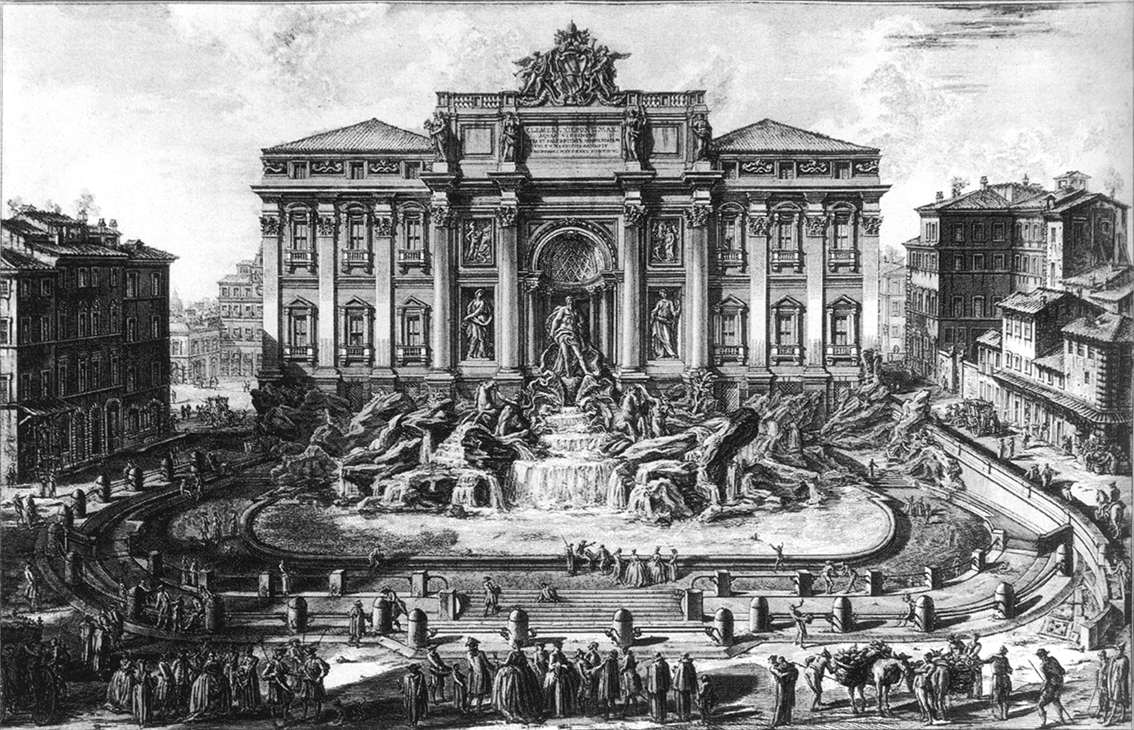
Nesta gravura de Giovanni Piranesi (1773) da Fontana di Trevi, o fundo do Palazzo Carpegna está visível à direita.

O principal interesse dos Carpegna era possuir um palácio que fosse imponente e prestigioso e, para este fim, a família encomendou uma ampliação e uma restruturação parcial do edifício a Francesco Borromini, que trabalhou na obra entre 1643 e 1650 contratado pelo cardeal Ulderico, de quem ele era amigo pessoal. Foram estas intervenções que conferiram fama ao palácio. Para além do desenho puramente estético dos Carpegna, havia também um interesse patrimonial financeiro, cuja missão principal era fazer do palácio uma herança a ser desfrutada pelos descendentes da família.
Por conta disto, Borromini realizou uma série de desenhos durante a fase de projeto da nova estrutura e os mais importantes estão hoje conservados na Academia Albertina de Viena. Acredita-se que Borromini tenha primeiro se interessado pelo projeto em 1640, ano no qual o conde Ambrogio Carpegna ainda estava vivo, o que lhe teria permitido mostrar a ele suas propostas. O pretensioso projeto original, no entanto, sofreu uma desaceleração devido à morte de Ambrogio em 7 de março de 1643; poucos meses depois, Ulderico, que era seu irmão, assumiu as obras, que prosseguiram sem novas interrupções. A fachada principal do palácio não sofreu nenhuma modificação importante além de pequenos retoques visíveis sobre o portal. Este, arqueado no topo, é rusticado e flanqueado por duas lesenas que sustentam uma varanda no piso nobre. 
São atribuídas à intervenção de Borromini o pórtico, o pátio e, sobretudo, este portal de entrada interno, constituído por um dos elementos que, sem dúvida, são mais característicos da estrutura inteira. Apesar de estar dentro do edifício, sua imagem parece projetada para o ambiente externo, particularmente na Piazza dell'Accademia di San Luca. Acima deste portal está um friso representando o rosto de Medusa entre duas asas e uma concha; a partir dele, duas cornucópias em espiral descem lateralmente e parecem se transformar nos capitéis das duas colunas que flanqueiam o portal. No espaço entre as cornucópias e os capitéis, há uma abundância de frutos da terra, uma criança e uma jarra, todos os elementos que podem simbolizar sorte e fertilidade. Dos mesmos capitéis pendem um festão adornado com flores e folhas de louro, que delimitam abaixo uma espécie de desenho oval, representado na extremidade superior por um arco. Embora a riqueza ornamental seja notável, a arquitetura como um todo transmite uma sensação de leveza. Outro elemento de Borromini por excelência é a rampa helicoidal no interior que liga os vários andares, do pórtico no térreo aos enormes quartos no terceiro andar. A rampa é acessada diretamente a partir do já citado portal.

## Estrutura moderna
O palácio está dividido em três pisos. Nos piso térreo normalmente se realizam exposições de arte e de arquitetura e ali estão os espaços destinados à custódia de livros e de coleções de desenhos acadêmicos. No primeiro piso, o piso nobre, estão os escritórios da presidência, da secretaria, as salas de reunião e as de conferência. A Biblioteca Accademica, a Biblioteca Sarti, o arquivo histórico e os escritórios administrativos estão no segundo piso. Finalmente, no terceiro e último estão a Galleria e o espaço blindado onde estão as obras de arte não expostas.